# ريكاردو أرواخو بيريرا
ريكاردو أرواخو بيريرا (بالبرتغالية: Ricardo de Araújo Pereira‏) هو كاتب برتغالي، ولد في 28 أبريل 1974 في لشبونة في البرتغال.

## وصلات خارجية
- ريكاردو أرواخو بيريرا على موقع IMDb (الإنجليزية)
- ريكاردو أرواخو بيريرا على موقع ديسكوغز (الإنجليزية)
- ريكاردو أرواخو بيريرا على موقع قاعدة بيانات الفيلم (الإنجليزية)